# Paul Werner Curtius

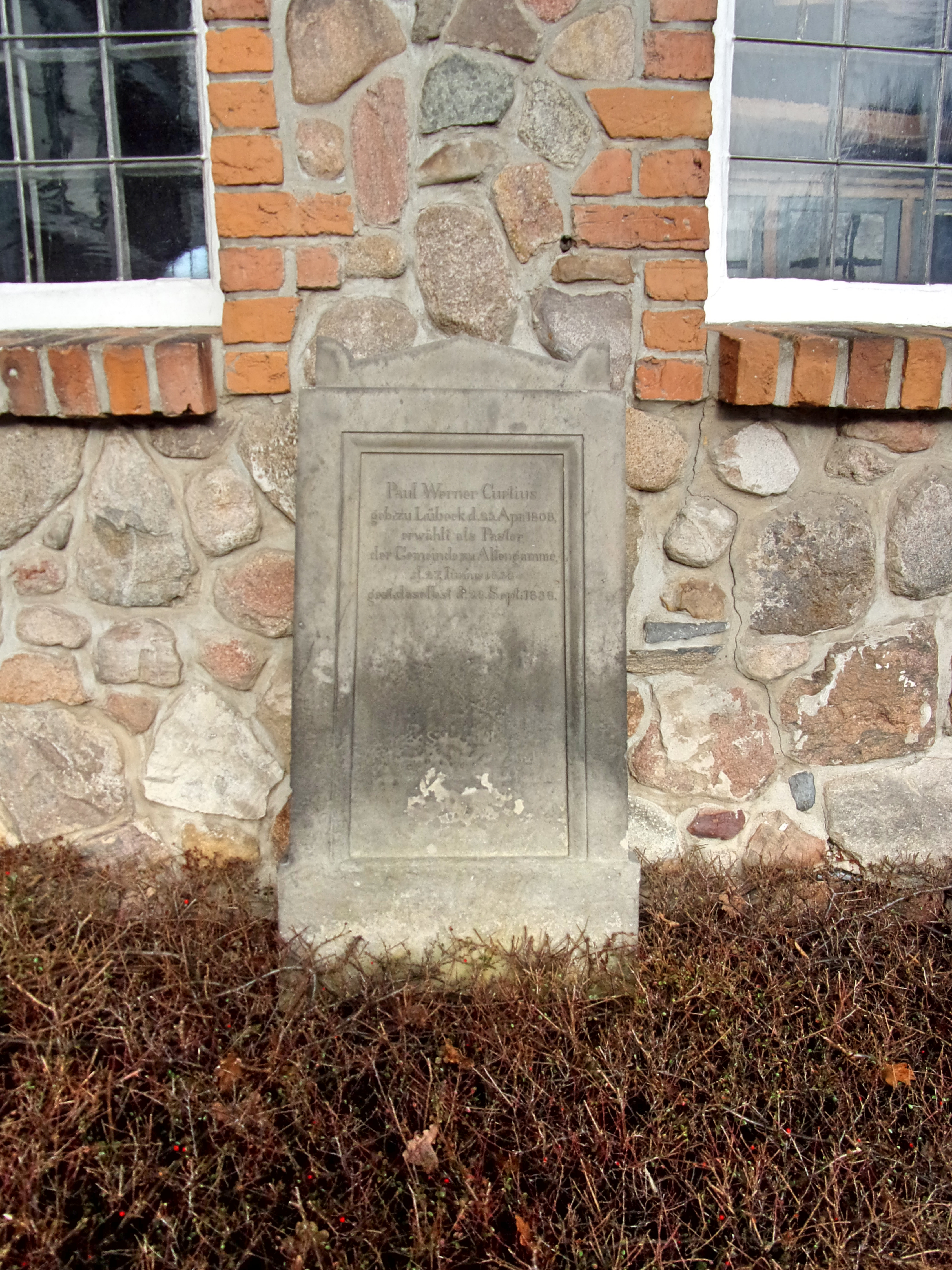
Grabstein Paul Werner Curtius an St. Nicolai (Hamburg-Altengamme)

Paul Werner Curtius (* 23. April 1808 in Lübeck; † 28. September 1838 in Altengamme) war ein deutscher evangelisch-lutherischer Geistlicher, Autor und Redakteur.

## Leben
Paul Werner Curtius entstammte der Lübecker Familie Curtius. Er war der älteste von vier Söhnen des Ratssyndikus Carl Georg Curtius (1771–1857) und dessen Frau Dorothe Catharina, geb. Plessing; der Bürgermeister Theodor Curtius (1811–1889), der Altertumsforscher Ernst Curtius (1814–1896) und der Klassische Philologe Georg Curtius (1820–1885) waren seine jüngeren Brüder.
Er erhielt zunächst Unterricht durch Hauslehrer und besuchte dann das Katharineum zu Lübeck bis zum Abitur Michaelis 1826. Von 1826 bis 1830 studierte er, unterstützt durch ein Stipendium der Schabbelstiftung, Evangelische Theologie an den Universitäten Bonn und Berlin. In Berlin wurde er Schüler des Erweckungstheologen August Neander. 1831 bestand er das Examen in Lübeck und wurde damit Kandidat des Geistlichen Ministeriums. Damit besaß er die Predigterlaubnis, musste jedoch weiter auf ein Pfarramt warten. Curtius unterrichtete an der sogenannten Kandidatenschule, dem späteren Progymnasium Dr. Bussenius, verfasste eine Biographie über den 1833 verstorbenen Syndikus Anton Diedrich Gütschow, seinen Onkel, und übernahm für 18 Monate die Redaktion der Neuen Lübeckischen Blätter. Er war Bibliothekar des Theologischen Lesezirkels und erstellte ehrenamtlich einen Katalog der theologischen Bestände der Stadtbibliothek Lübeck. Seit 1831 war er Mitglied der Gesellschaft zur Beförderung gemeinnütziger Tätigkeit, die ihn zum Mitvorsteher der von ihr betriebenen Taubstummenschule berief. Seit seiner gemeinsamen Studienzeit in Berlin mit dem gleichaltrigen Johann Heinrich Wichern befreundet, wirkte Curtius im Sinn der Inneren Mission in Lübeck.
Im Frühjahr 1838 erhielt Curtius die Berufung in das Pfarramt an St. Nicolai in Altengamme, das zu den damals von Lübeck und Hamburg gemeinschaftlich verwalteten Vierlanden gehörte. Er trat das Amt am 15. Juli 1838 an, starb jedoch bereits am 28. September am Lungenschlage, nachdem er nur 10 Predigten vor seiner Gemeinde gehalten hatte. Eine bereits vorbereitete Predigt zum Erntedankfest wurde von seiner Gemeinde und Freunden posthum veröffentlicht.
Der klassizistische Grabstein für Paul Werner Curtius ist an der Kirchenmauer in Neuengamme erhalten und steht unter Denkmalschutz.

## Schriften
- Dissertatio exegetica de loco prioris ad Corinthios epistolae cap. XV. V. 1-29. Berlin 1830
- Anton Dietrich Gütschow in seinem Leben und Wirken. Rathgens, Lübeck 1838
- (posthum): Zwei Predigten des sel. Pastors P. W. Curtius und die demselben gehaltene Leichenpredigt, nebst einer Darstellung seines Lebens. Zum Andenken an Ihn für seine Gemeinde Altengamme und seine Freunde nah und fern. Lübeck: v. Rohden’sche Buchhandlung 1838